# Morti nel 1991/Luglio
| Questa pagina contiene informazioni ricavate automaticamente dalle voci biografiche con l'ausilio del template Bio e di un bot. L'aggiornamento è periodico e automatico e ricostruisce completamente la pagina. Se manca una persona in questa lista, sei pregato di non aggiungerla, ma accertati piuttosto che la sua voce biografica contenga il template Bio e che i dati anagrafici siano correttamente compilati. Se il template Bio manca, inseriscilo tu stesso o, in alternativa, metti l'avviso {{tmp\|Bio}} che ne segnala la mancanza. Se i dati riportati sono sbagliati, correggi direttamente la voce biografica; le modifiche saranno visibili in questa lista entro pochi giorni. Per chiarimenti vedi il progetto biografie. La lista contiene solo le 100 persone che sono citate nell'enciclopedia e per le quali è stato implementato correttamente il template Bio. Pagina aggiornata al 3 mar 2024. |

- 1º luglio - Alfred Eisenbeisser, calciatore e pattinatore artistico su ghiaccio rumeno (n. 1908)
- 1º luglio - Joachim Kroll, serial killer tedesco (n. 1933)
- 1º luglio - Michael Landon, attore, regista e produttore televisivo statunitense (n. 1936)
- 2 luglio - Bruno Engelmeier, calciatore austriaco (n. 1927)
- 2 luglio - Lee Remick, attrice statunitense (n. 1935)
- 2 luglio - Ermanno Scaramuzzi, calciatore italiano (n. 1927)
- 3 luglio - Ada Buffulini, antifascista italiana (n. 1912)
- 3 luglio - Ferdinand Denzler, pallanuotista svizzero (n. 1909)
- 3 luglio - Doro Levi, archeologo e storico dell'arte italiano (n. 1898)
- 3 luglio - Domingo Tarasconi, calciatore argentino (n. 1903)
- 4 luglio - Guglielmo Cappelletti, politico italiano (n. 1907)
- 4 luglio - Victor Chang, medico cinese (n. 1936)
- 4 luglio - Hugo Lepe, calciatore cileno (n. 1934)
- 5 luglio - Mildred Dunnock, attrice e insegnante statunitense (n. 1901)
- 5 luglio - Howard Nemerov, poeta statunitense (n. 1920)
- 6 luglio - Pierino Azimonti, politico italiano (n. 1909)
- 6 luglio - Renée Garilhe, schermitrice francese (n. 1923)
- 6 luglio - Anton Jugov, politico bulgaro (n. 1914)
- 6 luglio - Muda Lawal, calciatore nigeriano (n. 1954)
- 7 luglio - André Busch, pallanuotista francese (n. 1913)
- 7 luglio - Nino Cogolli, calciatore italiano (n. 1906)
- 7 luglio - Edgar Kupfer-Koberwitz, scrittore tedesco (n. 1906)
- 7 luglio - Tullio Odorizzi, avvocato e politico italiano (n. 1903)
- 7 luglio - Suzy Prim, attrice, sceneggiatrice e produttrice cinematografica francese (n. 1896)
- 7 luglio - Sauro Sili, pianista, arrangiatore e direttore d'orchestra italiano (n. 1922)
- 8 luglio - James Franciscus, attore statunitense (n. 1934)
- 8 luglio - Sigvald Bernhard Refsum, neurologo norvegese (n. 1907)
- 9 luglio - Danio Bardi, pallanuotista italiano (n. 1937)
- 9 luglio - Bill Miller, cestista e allenatore di pallacanestro statunitense (n. 1924)
- 9 luglio - José Salazar López, cardinale e arcivescovo cattolico messicano (n. 1910)
- 9 luglio - Alberto Valera, cestista italiano (n. 1901)
- 10 luglio - René Arpin-Pont, sciatore alpino francese (n. 1954)
- 10 luglio - Antonio Cordopatri, nobile italiano
- 10 luglio - Gerome Ragni, musicista e compositore statunitense (n. 1935)
- 11 luglio - Mokhtar Dahari, calciatore malese (n. 1953)
- 11 luglio - Angela Maria Guidi Cingolani, politica italiana (n. 1896)
- 11 luglio - Leyla Patricia Quintana Marxelly, poetessa e guerrigliera salvadoregna (n. 1970)
- 11 luglio - Morton Smith, storico statunitense (n. 1915)
- 12 luglio - Ludwig Greve, partigiano, scrittore e bibliotecario tedesco (n. 1924)
- 12 luglio - Hitoshi Igarashi, traduttore e islamista giapponese (n. 1947)
- 12 luglio - Guido Lazzarini, attore italiano (n. 1912)
- 12 luglio - Vilmoš Loci, cestista e allenatore di pallacanestro jugoslavo (n. 1925)
- 13 luglio - Jacques Geus, ciclista su strada belga (n. 1920)
- 13 luglio - Aldo Ghira, pallanuotista, nuotatore e imprenditore italiano (n. 1920)
- 13 luglio - Riccardo Lattanzi, arbitro di calcio italiano (n. 1934)
- 15 luglio - Benedetto Capomazza di Campolattaro, diplomatico italiano (n. 1903)
- 15 luglio - Bert Convy, attore, cantante e regista statunitense (n. 1933)
- 15 luglio - Isaac Roberto López, calciatore argentino (n. 1916)
- 15 luglio - Roger Revelle, geologo e oceanografo statunitense (n. 1909)
- 16 luglio - Bruno Cetto, ingegnere e micologo italiano (n. 1921)
- 16 luglio - Meindert DeJong, scrittore statunitense (n. 1906)
- 16 luglio - Robert Motherwell, pittore statunitense (n. 1915)
- 16 luglio - Nello Paratore, cestista e allenatore di pallacanestro italiano (n. 1912)
- 16 luglio - Carlo Terron, drammaturgo, giornalista e traduttore italiano (n. 1910)
- 17 luglio - Enzo Fabbri, calciatore italiano (n. 1920)
- 17 luglio - Joseph Gargitter, vescovo cattolico italiano (n. 1917)
- 17 luglio - Harold Robert Perry, vescovo cattolico statunitense (n. 1916)
- 18 luglio - Michele Alverà, bobbista italiano (n. 1929)
- 18 luglio - André Cools, politico belga (n. 1927)
- 18 luglio - Magnus Goodman, hockeista su ghiaccio canadese (n. 1898)
- 18 luglio - Bruno Mondi, direttore della fotografia tedesco (n. 1903)
- 18 luglio - Ambrus Nagy, schermidore ungherese (n. 1927)
- 18 luglio - Fulvio Zamponi, politico e sindacalista italiano (n. 1901)
- 19 luglio - Chithira Thirunal Balarama Varma, principe indiano (n. 1912)
- 19 luglio - Gino Negri, compositore italiano (n. 1919)
- 20 luglio - Bhim Singh II, principe e politico indiano (n. 1909)
- 20 luglio - Leo Byrd, cestista statunitense (n. 1937)
- 20 luglio - Herbert Ferber, pittore, scultore e odontoiatra statunitense (n. 1906)
- 20 luglio - Aleksej Konsovskij, attore sovietico (n. 1912)
- 20 luglio - Paolo Manaresi, pittore e incisore italiano (n. 1908)
- 20 luglio - Joe Martinelli, calciatore statunitense (n. 1916)
- 20 luglio - Sesto Rocchi, liutaio italiano (n. 1909)
- 21 luglio - Oskar Formánek, vescovo cattolico slovacco (n. 1915)
- 21 luglio - Helen Meany, tuffatrice statunitense (n. 1904)
- 21 luglio - Ugolino Nicolini, presbitero, religioso e medievista italiano (n. 1926)
- 21 luglio - Glauco Pellegrini, regista e sceneggiatore italiano (n. 1919)
- 22 luglio - André Dhôtel, scrittore e poeta francese (n. 1900)
- 23 luglio - Mario Pagliano, calciatore italiano (n. 1915)
- 24 luglio - Tullio Mobiglia, sassofonista e violinista italiano (n. 1911)
- 24 luglio - Luigi Gerardo Napolitano, ingegnere italiano (n. 1928)
- 24 luglio - Arrigo Paladini, partigiano italiano (n. 1921)
- 24 luglio - Philip Rastelli, mafioso statunitense (n. 1918)
- 24 luglio - Isaac Bashevis Singer, scrittore e traduttore polacco (n. 1903)
- 25 luglio - Lazar' Moiseevič Kaganovič, politico e rivoluzionario sovietico (n. 1893)
- 26 luglio - Andrés Gómez Domínguez, cestista messicano (n. 1913)
- 26 luglio - Egon Scotland, giornalista tedesco (n. 1948)
- 26 luglio - Maria Treben, scrittrice austriaca (n. 1907)
- 27 luglio - Pierre Brunet, pattinatore artistico su ghiaccio francese (n. 1902)
- 27 luglio - Giuseppe Carnovale, criminale italiano (n. 1946)
- 27 luglio - Michele Marzulli, poeta, pittore e scrittore italiano (n. 1908)
- 28 luglio - Ettore Banchero, calciatore italiano (n. 1907)
- 28 luglio - Ray Felix, cestista statunitense (n. 1930)
- 28 luglio - Jan Gonda, linguista, indologo e storico delle religioni olandese (n. 1905)
- 28 luglio - Lotte Labowsky, filologa classica tedesca (n. 1905)
- 29 luglio - Christian de Castries, generale francese (n. 1902)
- 29 luglio - Albert Lord, filologo statunitense (n. 1912)
- 30 luglio - Tom Bridger, pilota automobilistico britannico (n. 1934)
- 30 luglio - Benny Grant, hockeista su ghiaccio canadese (n. 1908)
- 30 luglio - Giorgio Manzini, giornalista e scrittore italiano (n. 1930)
- 31 luglio - Abe Jonker, ciclista su strada sudafricano (n. 1933)